# Brevstället 2

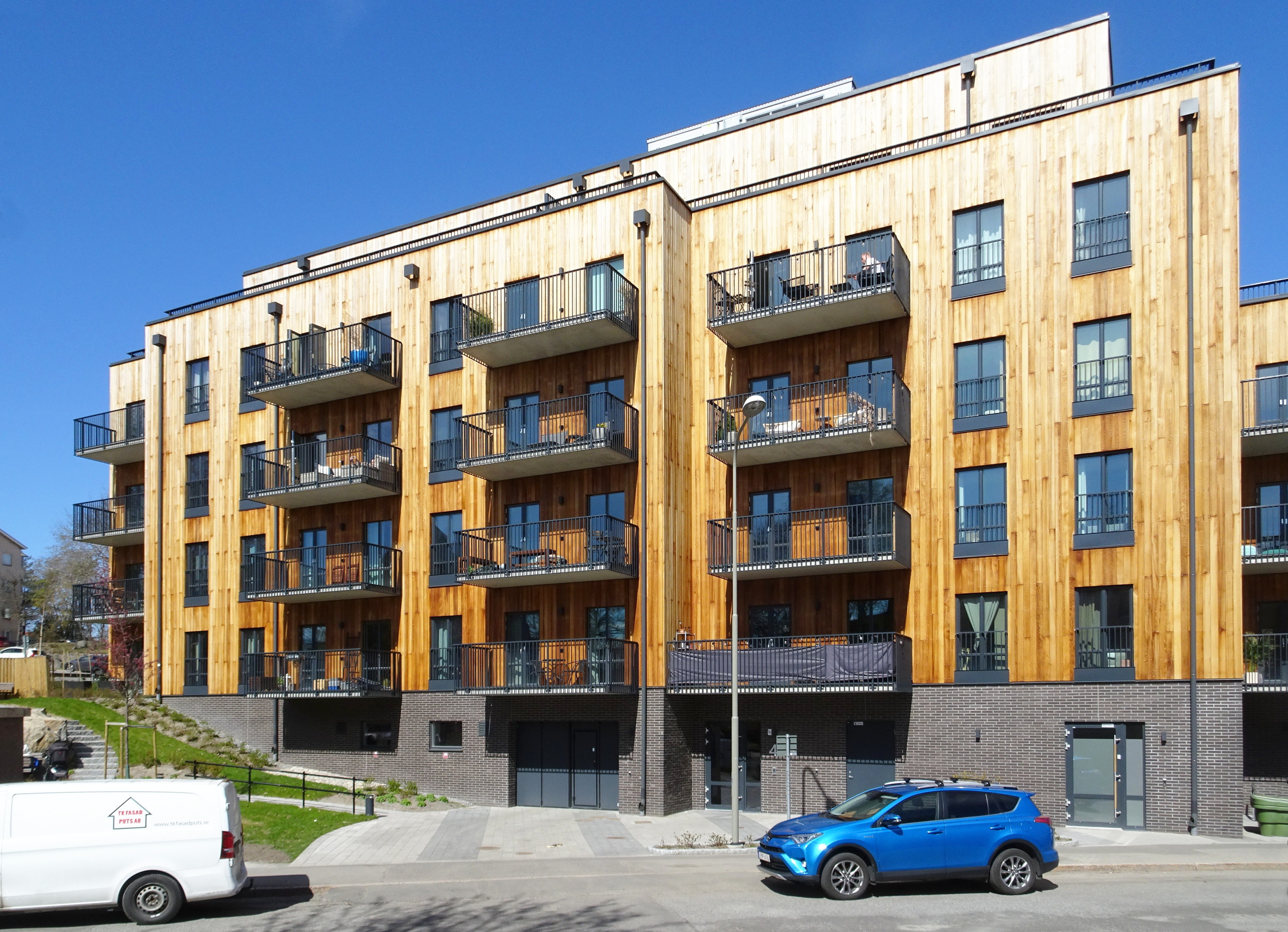
Fasad mot Cedergrensvägen, april 2021.

Brevstället 2, även kallad Florahuset, är en bostadsfastighet vid Bäckvägen 31 i stadsdelen Midsommarkransen i södra Stockholm. Byggnaden uppfördes 2019–2020 och nominerades till Årets Stockholmsbyggnad 2021 och till Årets bygge 2021.

## Beskrivning

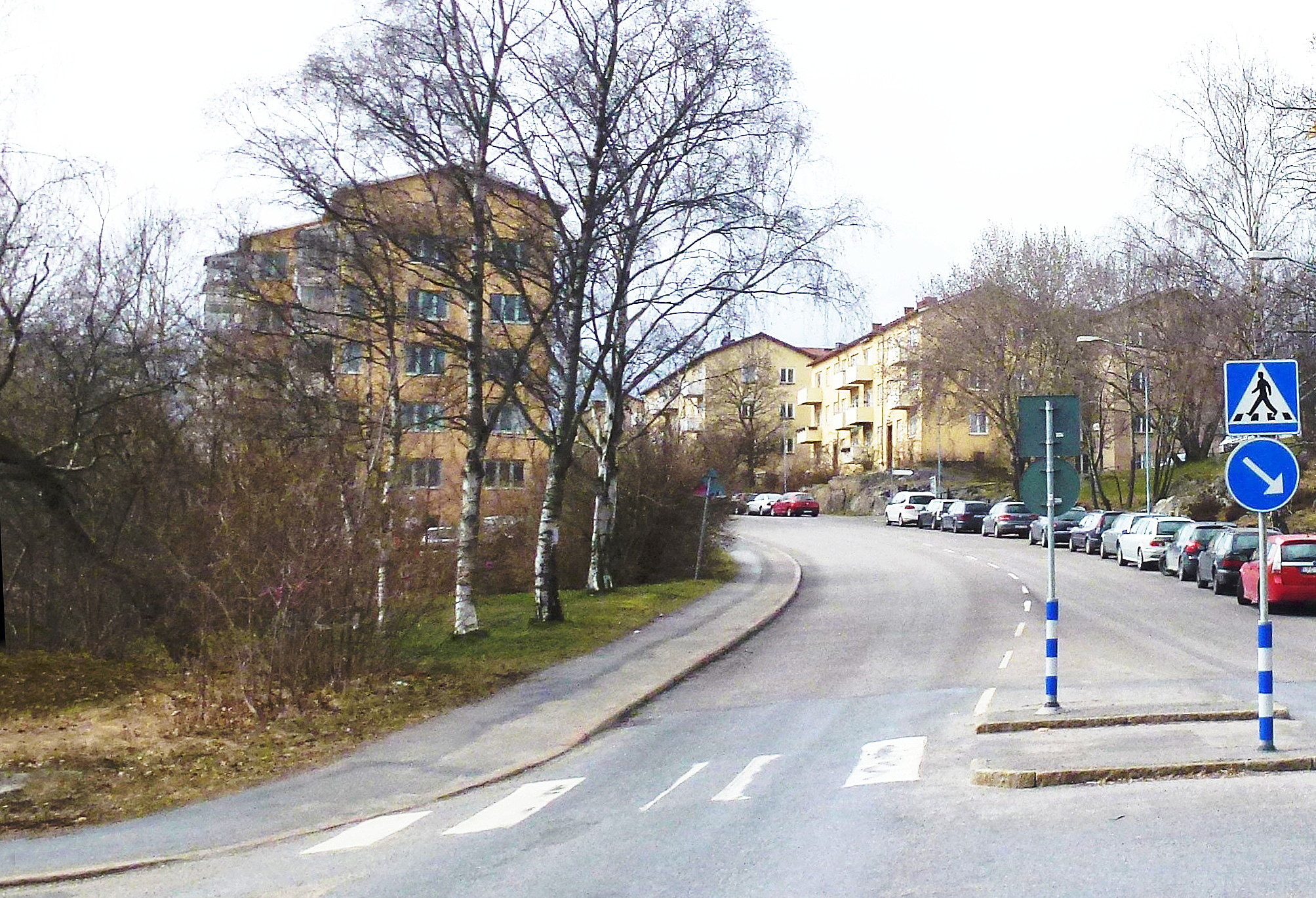
Bäckvägen västerut, 2014. Till vänster den fortfarande obebyggda tomten.

Brevstället 2 uppfördes på en tidigare obebyggd tomt i den spetsiga vinkeln mellan Bäckvägen och Cedergrensvägen mittemot Uppenbarelsekyrkan. En ny detaljplan vann lagakraft i december 2017. I planförslaget togs hänsyn till tomtens topografi, områdets karaktärsdrag, närhet till Uppenbarelsekyrkan och att planområdet angränsar till riksintresset LM-staden. 
Marken ägs av Stockholms stad och exploateringskontoret anvisade tomten för bostadsändamål till Belatchew Fastigheter som även stod som arkitekt. Byggherre var Sveafastigheter som upplåter lägenheterna som bostadsrätter.
Över en sockel av mörk murtegel höjer sig en fasad klädd med stående panel av cederträ. Samtliga fönsteröppningar är gestaltade som franska balkonger. ”Riktiga” balkonger anordnades dessutom på södra fasaden mot Cedergrensvägen. Detaljplanen medgav uppförande av ett flerbostadshus i fyra våningar med en indragen takvåning. Byggnaden inhyser 37 lägenheter och en restauranglokal i bottenvåningen. Lägenheterna har en genomsnittlig storlek om 49 m², restaurangen Easy Vego ligger i gavelns bottenvåning mot öster.
I april 2021 nominerades Florahuset tillsammans med nio andra finalister till Årets Stockholmsbyggnad 2021. Juryn hade följande motivering:
| ” | Väl genomförd, samtida arkitektur som inpassar sig fint i sitt sammanhang och både respekterar och kompletterar den befintliga stadsstrukturen. Byggnaden upplevs solid, harmonisk och välplacerad, ett hus som byggts med omsorg. Träfasaden, de gröna taken och solcellerna speglar vår tid. | „ |

## Bilder

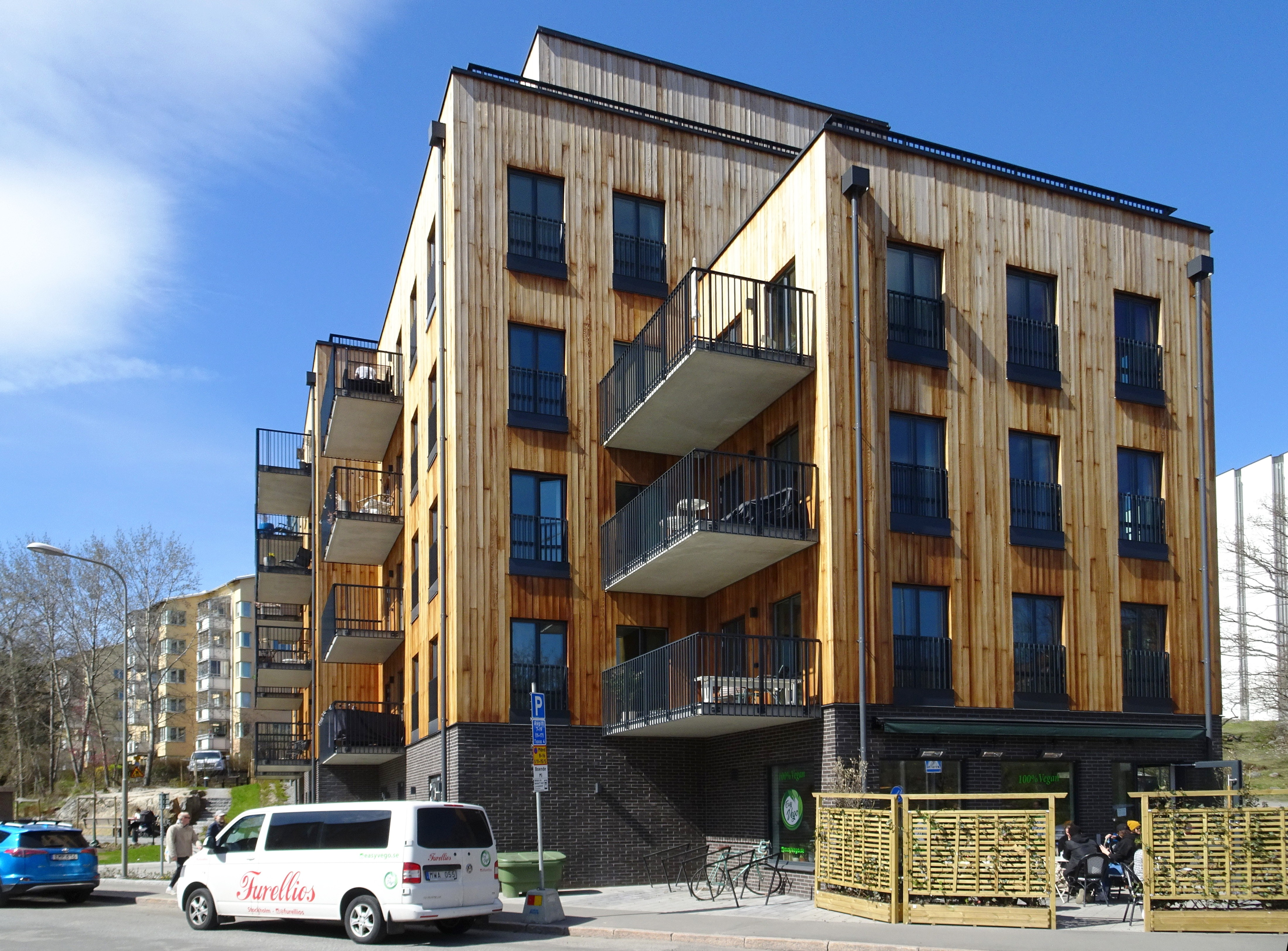
Fasad mot öster.
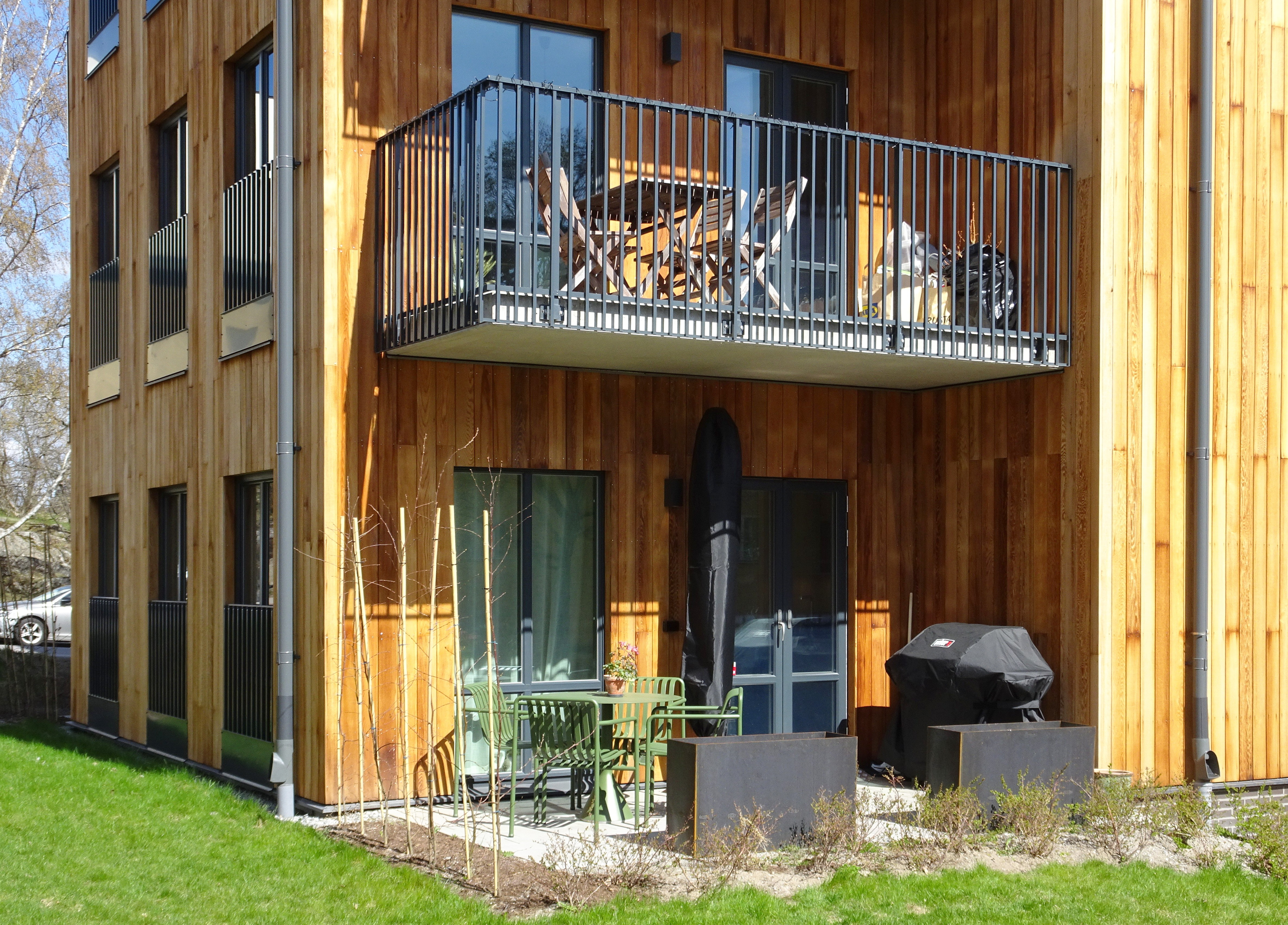
Terrass och balkong.
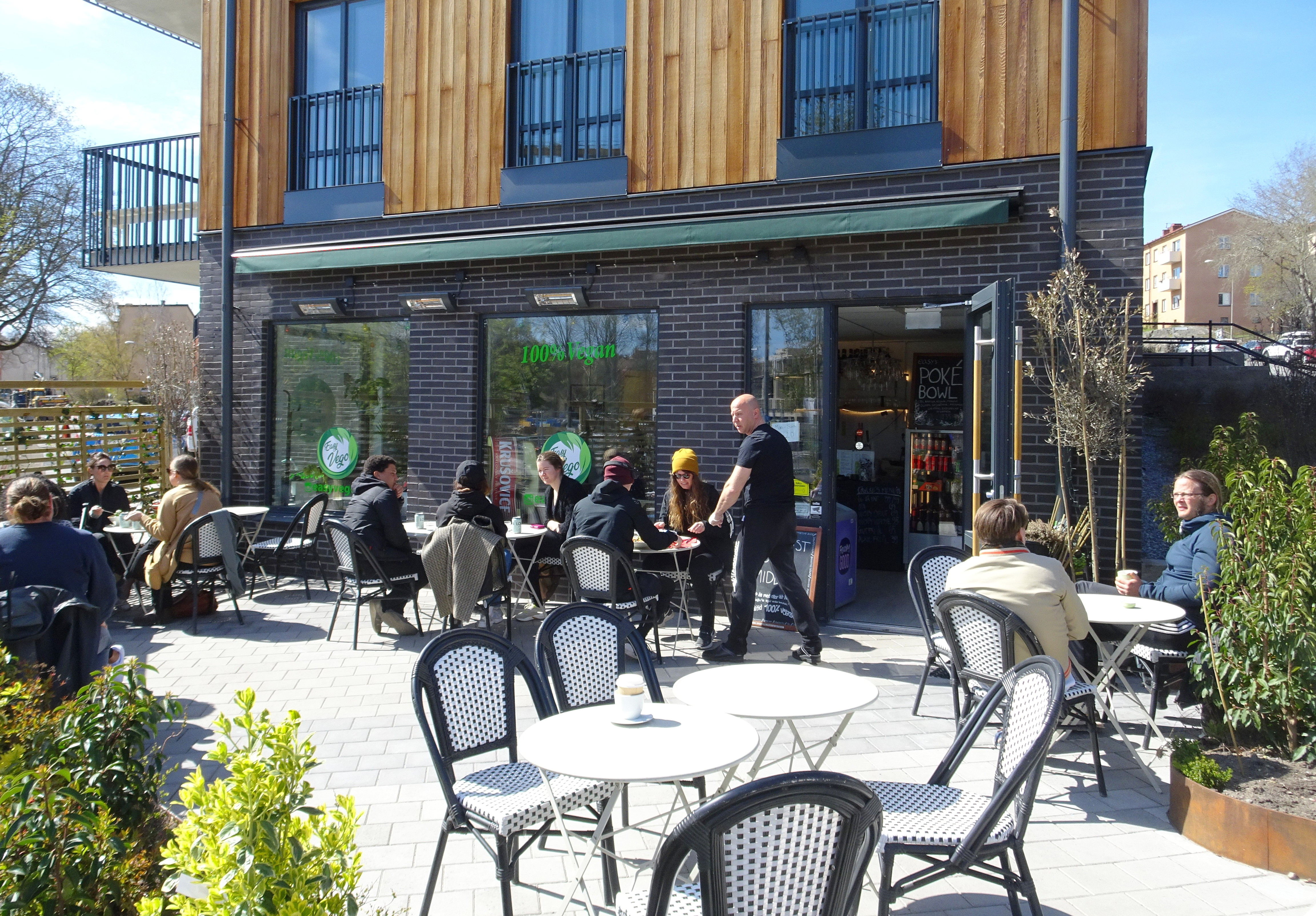
Restaurangen.
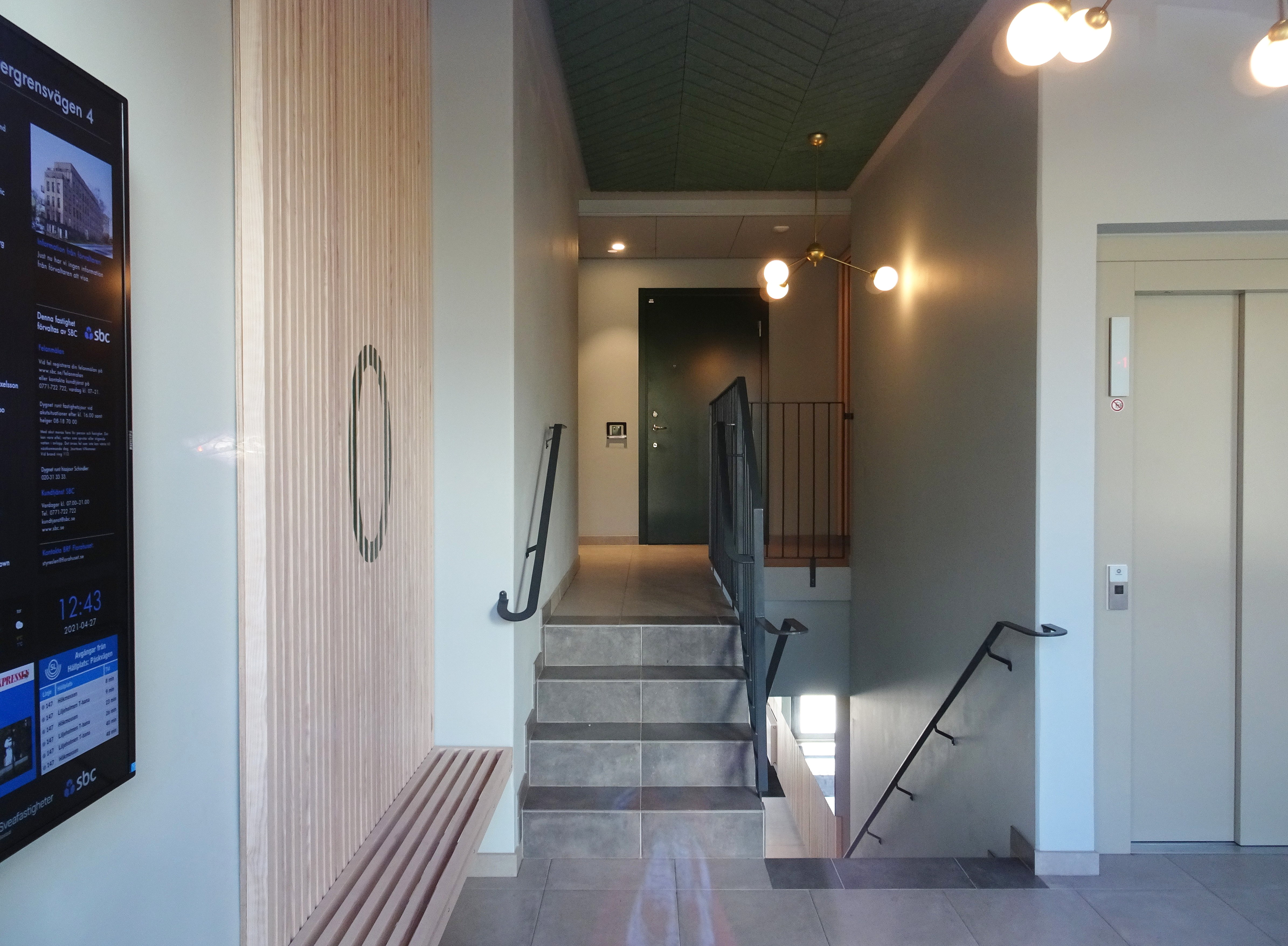
Entré.
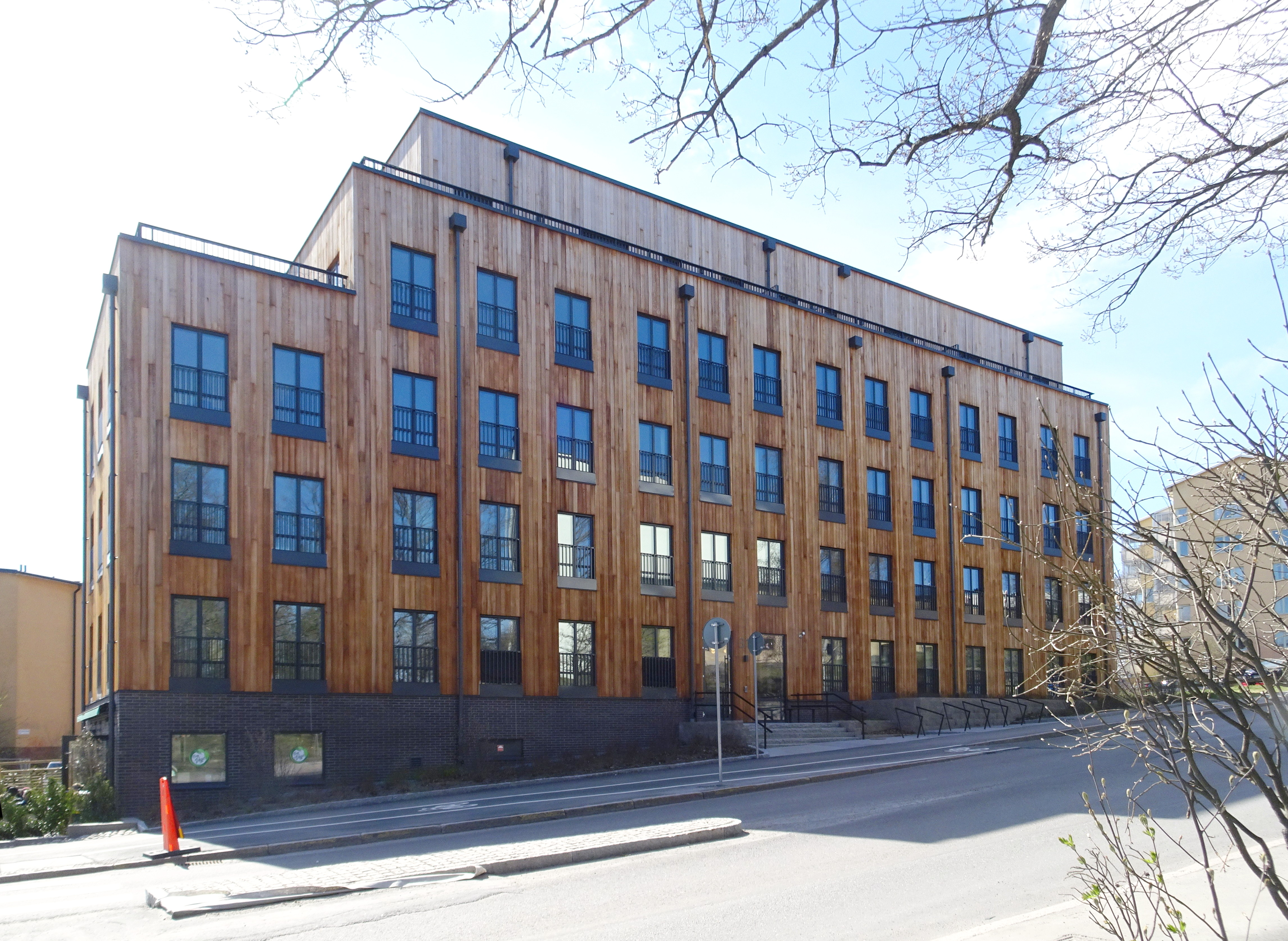
Fasad mot Bäckvägen.